# Diradius vandykei
Diradius vandykei is een insectensoort uit de familie Teratembiidae, die tot de orde webspinners (Embioptera) behoort. De soort komt voor in de Verenigde Staten (Florida, Georgia, Louisiana, Mississippi, North Carolina, South Carolina, Virginia).
Diradius vandykei is voor het eerst wetenschappelijk beschreven door Ross in 1944.